# Невіс (Міннесота)
Невіс (англ. Nevis) — місто (англ. city) в США, в окрузі Габбард штату Міннесота. Населення — 377 осіб (2020).

## Географія
Невіс розташований за координатами 46°57′53″ пн. ш. 94°50′35″ зх. д. / 46.96472° пн. ш. 94.84306° зх. д. (46.964831, -94.842984).  За даними Бюро перепису населення США в 2010 році місто мало площу 2,60 км², з яких 2,41 км² — суходіл та 0,20 км² — водойми.

## Демографія
Згідно з переписом 2010 року, у місті мешкало 390 осіб у 173 домогосподарствах у складі 102 родин. Густота населення становила 150 осіб/км².  Було 217 помешкань (83/км²).
Расовий склад населення:
| - 95,6 % — білих - 1,0 % — корінних американців - 0,3 % — чорних або афроамериканців |

До двох чи більше рас належало 3,1 %. Частка іспаномовних становила 0,5 % від усіх жителів.
За віковим діапазоном населення розподілялося таким чином: 24,6 % — особи молодші 18 років, 51,8 % — особи у віці 18—64 років, 23,6 % — особи у віці 65 років та старші. Медіана віку мешканця становила 45,5 року. На 100 осіб жіночої статі у місті припадало 95,0 чоловіків;  на 100 жінок у віці від 18 років та старших — 86,1 чоловіків також старших 18 років.
Середній дохід на одне домашнє господарство  становив 39 396 доларів США (медіана — 32 679), а середній дохід на одну сім'ю — 45 797 доларів (медіана — 40 208). За межею бідності перебувало 14,6 % осіб, у тому числі 19,0 % дітей у віці до 18 років та 10,0 % осіб у віці 65 років та старших.
Цивільне працевлаштоване населення становило 159 осіб. Основні галузі зайнятості: освіта, охорона здоров'я та соціальна допомога — 25,2 %, виробництво — 23,3 %, роздрібна торгівля — 12,6 %, мистецтво, розваги та відпочинок — 11,9 %.